# Mary Bauermeister

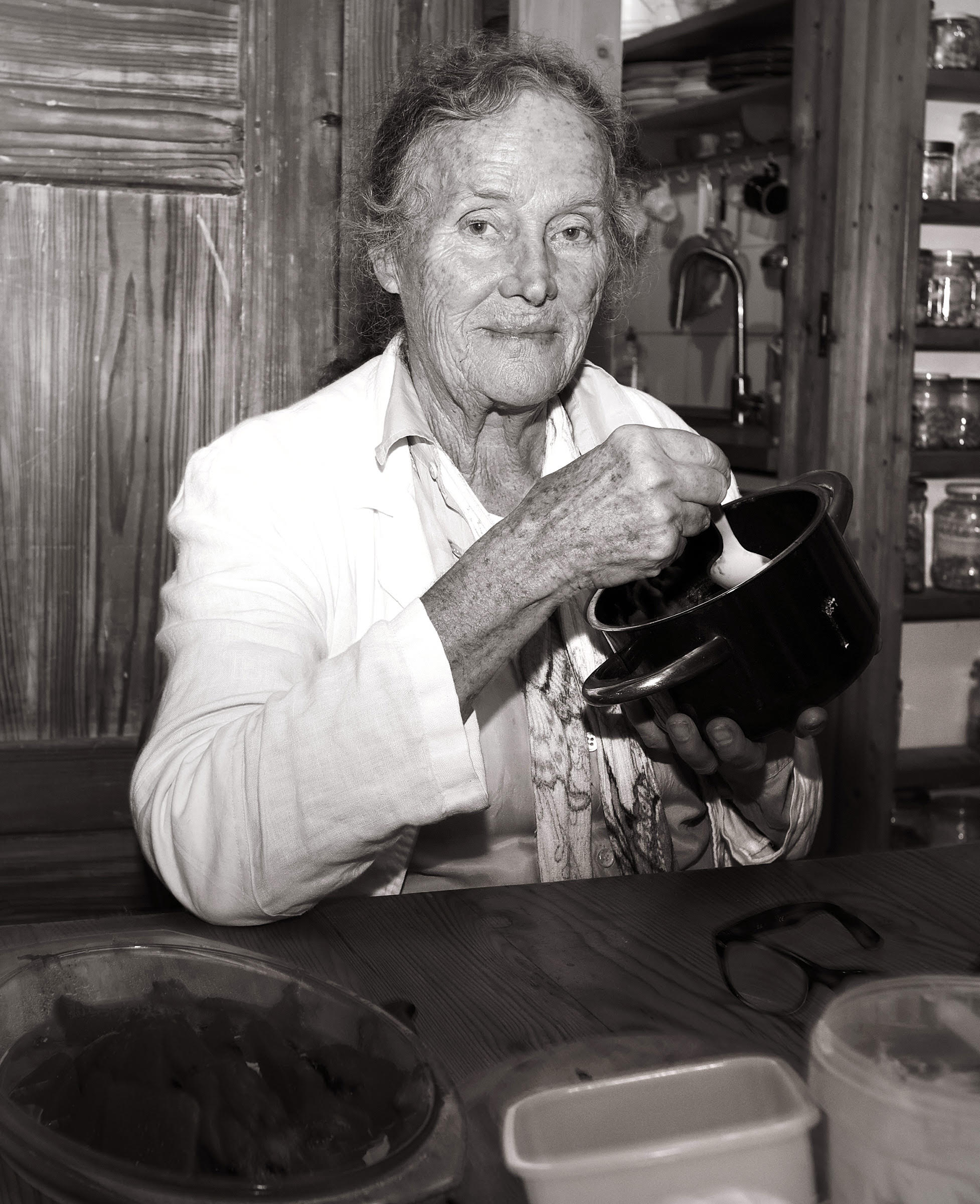
Mary Bauermeister, Foto von Oliver Mark, Rösrath, 2014

Mary Bauermeister (* 7. September 1934 in Frankfurt am Main; † 2. März 2023 in Bergisch Gladbach) war eine deutsche Künstlerin und Gartengestalterin.

## Leben

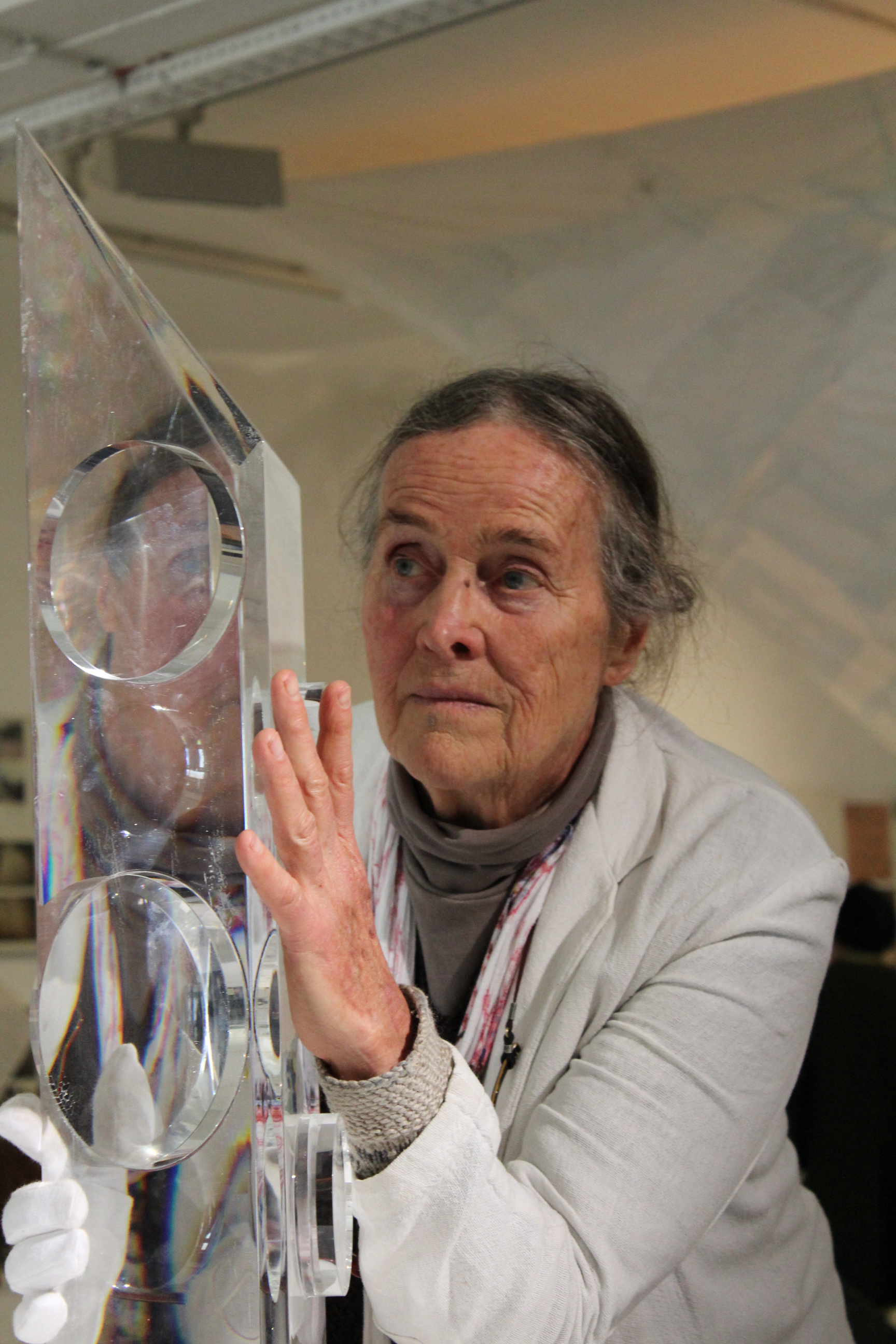
Mary Bauermeister vor Kristall-Objekt, 2012

### Studium
Mary Bauermeister kam als Tochter des Professors für Anthropologie und Genetik, Wolf Bauermeister, und der Sängerin Laura Bauermeister zur Welt. Den Schulbesuch am Gymnasium in Köln-Kalk brach sie ein halbes Jahr vor dem Abitur ab und bewarb sich 1954 an der Hochschule für Gestaltung in Ulm, wo sie Grundkurse bei Max Bill und Helene Nonné-Schmidt, einer ehemaligen Schülerin Paul Klees, besuchte. 1955 schrieb Bauermeister sich an der Staatlichen Schule für Kunst und Handwerk in Saarbrücken bei Otto Steinert (Fotografik) ein. 1956 ließ sie sich in Köln als freie Künstlerin nieder, wo sie vom Verkauf ihrer bisher entstandenen Pastelle lebte. Zwischen 1954 und 1960 bereiste sie jährlich Paris und lernte die dortige Kunstszene kennen.

### Atelier Bauermeister
1960 mietete Bauermeister in der Lintgasse 28 in Köln eine Wohnung im Dachgeschoss, wo zwischen März 1960 und Oktober 1961 mehrere Konzerte, Ausstellungen und intermediale Veranstaltungen stattfanden. Die kulturellen Veranstaltungen im Atelier Bauermeister gehörten zu den ersten „Prä-Fluxus-Veranstaltungen“ und hatten auf die Künstler der späteren Fluxus-Bewegung einen großen Einfluss. Avantgardistische Dichter, Komponisten und bildende Künstler wie George Maciunas, Wolf Vostell, Hans G Helms, David Tudor, John Cage, Christo, George Brecht und Nam June Paik veranstalteten damals auf ihre Einladung hin unkonventionelle Konzerte „neuester Musik“, Lesungen, Ausstellungen und Aktionen. Mary Bauermeisters „Prä-Fluxus“-Aktivitäten trugen erheblich zur Entwicklung der Kölner Kunstszene bei.

### Karlheinz Stockhausen
1961 nahm Mary Bauermeister am Kompositionskurs von Karlheinz Stockhausen an den Internationalen Ferienkursen für Neue Musik in Darmstadt teil, bald darauf lebte sie einige Jahre in einer Ménage à trois mit ihm und seiner Ehefrau Doris Stockhausen zusammen. Als sich Stockhausen und seine Frau trennten, heiratete sie ihn 1967 und gebar zwei Kinder: eine Tochter, Julika (* 1966), und Simon (* 1967). In dieser Zeit lautete ihr Familienname Mary Bauermeister-Stockhausen, 1973 ließ sich das Paar scheiden. 1972 wurde ihre nächste Tochter geboren (Kind mit dem Komponisten David Johnson), 1974 ihre letzte Tochter (Kind mit dem israelischen bildenden Künstler Josef Halevi, 1923–2009).

### Erste museale Erfolge
1962 hatte Bauermeister ihre erste Einzelausstellung im Amsterdamer Stedelijk Museum mit Arbeiten der Jahre 1958 bis 1962 und gleichzeitiger, ganztägiger Aufführung elektronischer Musikstücke unter der Leitung des Komponisten Karlheinz Stockhausen und anderer Komponisten, zu denen gleichzeitig Stockhausens Partituren in Vitrinen in unmittelbarer Nähe zu den Werken Bauermeisters gezeigt wurden. Im Oktober 1962 reiste sie, angezogen durch die vitale Pop Art, nach New York. Im Künstlerkreis von Pop Art, Nouveau Réalisme und Fluxus pflegte sie Freundschaften mit Robert Rauschenberg, Jasper Johns, Niki de Saint Phalle und Jean Tinguely. In New York feierte Bauermeister beachtliche künstlerische Erfolge. In den 1960er Jahren stellte sie regelmäßig in der Galeria Bonino in der 57. Straße aus.

### Nach 1970
In den 1970er Jahren kehrte Mary Bauermeister nach Deutschland zurück und begann sich mit Grenzwissenschaften wie Geomantie zu beschäftigen. Die dabei gewonnenen Erkenntnisse nutzte sie für die Planung von Gärten, die sie für öffentliche und private Auftraggeber weltweit ausführte. Die Künstlerin lebte zuletzt in Rösrath bei Köln.
In einer Radiosendung sprach sie 2016 über ihre Erinnerungen an mehrere frühere Leben.

## Werk
Von der zweidimensionalen Zeichnung entwickelte sich das Werk Bauermeisters zunehmend in den Raum hinein – über Relief- und Materialbilder gelangte sie schließlich zu den „Linsenkästen“, der wohl geheimnisvollsten Werkgruppe der Künstlerin, mit der ihr 1964 der Durchbruch auf dem New Yorker Kunstmarkt gelang. In zum Betrachter hin offenen, weißen Holzkisten schuf Bauermeister kleine Welten aus glänzendem Glas, Lupen, Linsen und Prismen, hinterlegt von feinen Tuschezeichnungen und aufgetragenen Texten. Diese Kästen bieten mit ihren zwei oder drei gläsernen Bildebenen Raum für die Gedanken und Ideen der Künstlerin und sollen den Betrachter zur genauen Beobachtung anregen.
Anlässlich ihres 70. Geburtstags erwarb das Kölner Museum Ludwig ihre 1963 entstandene Wandinstallation Needless needles und richtete eine Werkschau aus (bis zum 23. Januar 2005). Im Jahr 2007 erwarb das Schweriner Museum Arbeiten der Künstlerin und installierte einen permanenten Kunstraum mit diesen Werken neben den Ausstellungsräumen ihres verehrten Vorbildes Marcel Duchamp. Diese Werke bestehen u. a. aus der Musicbox (1968), Rotes Magnetbild (1959), Studiofetisch (1970) und Fünf Totenhemden (1963) aus der Serie Ready Trouvées als Hommage an Marcel Duchamps Ready-mades.
2010 präsentierte das Wilhelm-Hack-Museum in Ludwigshafen am Rhein erstmals die für Bauermeister so charakteristischen „Linsenkästen“ im Kontext der Kunst der 1960er Jahre. Für diese umfangreiche Werkschau konnten erstmals Werke aus den großen New Yorker Museen (Whitney, MoMA, Guggenheim) in Europa gezeigt werden.
Mary Bauermeisters Werke don’t defend your freedom with poisoned mushrooms or hommage à John Cage (1964), No fighting on christmas (1967), 50 Jahre Fluxus 1962–2012; Edition Zopf ab (2012), Repro (1964) und Auflösung (2013/2014) sind in der Fluxus-Dokumentation im museum FLUXUS+ in Potsdam ausgestellt.

## Auszeichnungen
- Ehrenbürgerin der Stadt Rösrath

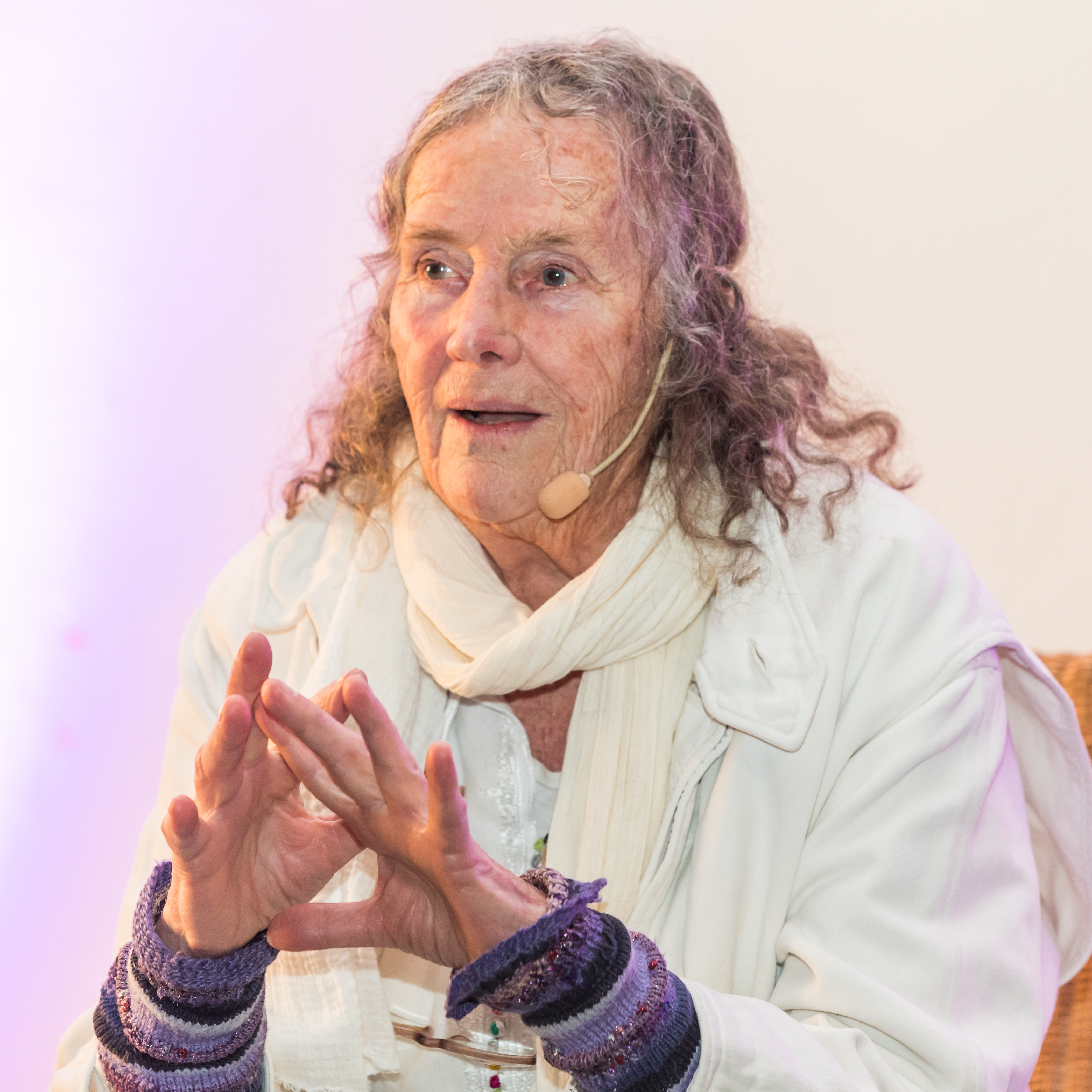
Mary Bauermeister (2019)

- 2020: Bundesverdienstkreuz 1. Klasse[9]
- 2021: Kunstpreis des Landes Nordrhein-Westfalen[10]

## Ausstellungen
Gruppenausstellungen
- 2005: Kunstverein Region Heinsberg, Jubiläumsausstellung, 20 × 20
- 2007: WACK! Art and the Feminist Revolution, The Geffen Contemporary at MOCA, Los Angeles
- 2008/2009: Now Jump., Festival, Station 1, Nam June Paik Art Center, Yongin-si
- 2010: „kunstmündig“, Kunsthistorisches Institut, Uni Bonn
- 2012: On the Road to FLUXUS, Prä-Fluxus International, Galerie Schüppenhauer bei Die Kunstagentin, Köln
- 2013: Resonanzen, mit Werken von Jakob Mattner, 401contemporary, Berlin.[11]
- 2013: NINE 4 FIVE – Neue Werke in der Sammlung, museum FLUXUS+, Potsdam
- 2017: Pli Score Pli, Kunstmuseum Solingen (zusammen mit Christian Jendreiko)[12]

Einzelausstellungen
- 1962: Stedelijk Museum, Amsterdam
- 1963: Haags Gemeentemuseum, Den Haag
- 1963: Stedelijk van Abbe Museum, Eindhoven
- 1964–1970: Galeria Bonino, New York City (diverse Einzelausstellungen)
- 1972: Mittelrhein-Museum, Koblenz
- 1991/1992: Galeria Bonino, New York City
- 1998: Mary’s and Ben’s Lustspiel Galerie Schüppenhauer, Köln (mit Benjamin Patterson)
- 2004: Needless Needles Museum Ludwig, Köln
- 2004: all things involved in all other things, Mary Bauermeister zum 70. Geburtstag, Galerie Schüppenhauer, Köln
- 2009: Aus meinem Skizzenbuch – Ein Tag in NY, Galerie Schüppenhauer, Köln
- 2010/2011: Welten in der Schachtel, Wilhelm-Hack-Museum, Ludwigshafen
- 2011: Renaissance of Optics, Volkshochschule Aachen
- 2012: Kulturgewächs – Spektrum über 60 Jahre, Retrospektive, Frauenmuseum Bonn
- 2012: Zopf ab, museum FLUXUS+, Potsdam
- 2014: KUNST(T)RÄUME, museum FLUXUS+, Potsdam
- 2017/18: in der Reihe Ortstermin Mary Bauermeister. Zeichen, Worte, Universen, Villa Zanders, Bergisch Gladbach
- 2019: Live In Peace Or Leave The Galaxy[13], Michael Rosenfeld Gallery LLC, New York City, N.Y.
- 2022: 1 + 1 = 3 – Die Kunstwelten der Mary Bauermeister, Kunsthalle zu Kiel
- 2023: Mary Bauermeister: Fuck the System[14], Michael Rosenfeld Gallery LLC, New York City, N.Y.
- 2024: Mary Bauermeister: Musik in der Malerei[15], museum FLUXUS+, Potsdam